# Sin amor
 Sin amor (en ruso: Нелюбовь - Nelyubov ) o Desamor es una película de drama rusa de 2017 dirigida por Andréi Sviáguintsev. La historia se refiere a dos padres que viven separados cuyos afectos están olvidados desde hace mucho tiempo y cuya relación se ha convertido en desamor. Se reúnen temporalmente después de que su único hijo pequeño desaparece e intentan encontrarlo.
La película fue filmada en Moscú, con apoyo internacional después de que el gobierno ruso desaprobara la película de Zviáguintsev de 2014 Leviatán. Sin amor se abrió a la aclamación de la crítica y ganó el Premio del Jurado en el Festival de Cine de Cannes 2017. Fue nominada para el Óscar a la mejor película de habla no inglesa.

## Sinopsis
En Moscú, al final del día escolar, los estudiantes se van de camino a casa. Un niño de doce años, Alekséi, decide tomar un camino indirecto a casa en lugar de utilizar las calles regulares de la ciudad. Alekséi toma un camino que lo lleva a caminar por un río local en una zona boscosa a las afueras de la ciudad. Parece que no tiene ninguna prisa por llegar a casa. Sus padres, Zhenya y Borís, están en medio de obtener el divorcio, con mucha animosidad. Ellos son retratados como teniendo personalidades divergentes e incompatibles. Ambos están tratando de formar nuevas vidas en nuevas relaciones.
Un día, se descubre que el niño desapareció de su hogar y su madre llama a la policía para pedir ayuda. Al principio, la policía ve esto como el caso simple de un niño fugitivo y espera que el niño regrese a casa dentro de uno o dos días. Sin embargo, cuando Alekséi no regresa, un grupo de voluntarios especializado en la búsqueda de personas desaparecidas se hace cargo del caso e inmediatamente inicia una búsqueda preliminar del niño enviando a los padres a parientes distanciados con la esperanza de localizarlo.

## Reparto
- Mariana Spivak como Zhenya.
- Alekséi Rozin (ru) como Borís.
- Matvéi Nóvikov como Alekséi, hijo de Zhenya y Borís.
- Marina Vasílieva como Masha.
- Andris Keišs como Antón.
- Serguéi Dvóinikov como Iván.
- Artyom Zhigulin como Kuznetsov.
- Evguenia Dmítrieva (ru) como stylist.
- Natalia Vinokúrova como el administrador.
- Djan Badmáev como el reparador.
- Yanina Hope como la novia.
- Maksim Stoyánov como el negociante.
- Alekséi Fatéiev como coordinador del equipo de búsqueda y rescate.
- Denís Tkachov como voluntario de la búsqueda en la fiesta.
- Yuri Miróntsev como voluntario.
- Oleg Grisévich como voluntario.
- Aleksandr Serguéiev como el capitán.
- Varvara Shmýkova como voluntario.

## Reconocimiento
- 2017: Premios Oscar: Nominada a mejor película de habla no inglesa
- 2017: Festival de Cannes: Premio del Jurado
- 2017: Globos de Oro: Nominada a Mejor película de habla no inglesa
- 2017: Premios BAFTA: Nominada a Mejor película en habla no inglesa
- 2017: Premios del Cine Europeo: Mejor BSO y fotografía
- 2017: National Board of Review (NBR): Mejores películas extranjeras del año
- 2017: Críticos de Los Ángeles: Mejor película extranjera
- 2017: Asociación de Críticos de Chicago: Nominada a mejor película extranjera
- 2017: Premios Independent Spirit: Nominada a mejor película extranjera
- 2017: Satellite Awards: Nominada a mejor película de habla no inglesa
- 2017: British Independent Film Awards (BIFA): Nom. a mejor pel. internacional indep.
- 2017: Premios César: Nominada a Mejor película extranjera